# 古文辭類纂
《古文辭類纂》，是清代桐城派大師姚鼐所編選代表“桐城派”散文（古文）觀點的一部選本。

## 內文結構
全書共74卷，卷首《序目》略述各類文體的特點和源流，從先秦屈原、宋玉至清代方苞、劉大櫆，精選六十四位作家的作品約七百篇，分為論辯、序跋、奏議、書說、贈序、詔令、傳狀、碑誌、雜記、箴銘、頌讚、辭賦、哀祭等十三種文類，書成於乾隆四十四年（1779年），嘉慶時康紹庸刊刻初稿本。

## 類纂評點
《古文辭類纂》被譽為是「文章正宗」、「閱此便知為文之門徑」，廣受各文學大家所重視，並推薦為「人人必讀之書」。但也有人認為作家分配頗不均，前漢作家選三十人，明代只有歸有光入選；由於姚鼐兼重義理、文章、考證，必同時合於此三者之文乃得選入。

## 接續版本
清末王先謙曾編《續古文辭類纂》34卷。1923年上海廣益書局刊行徐斯異、闞家祺、鄭家祚、胡惠生等人編撰《評點箋註古文辭類纂》，廣泛蒐集古代以及清代方苞、劉大櫆、姚鼐等人對入選文章的圈點和評語。